# Alekszejevszkajai járás

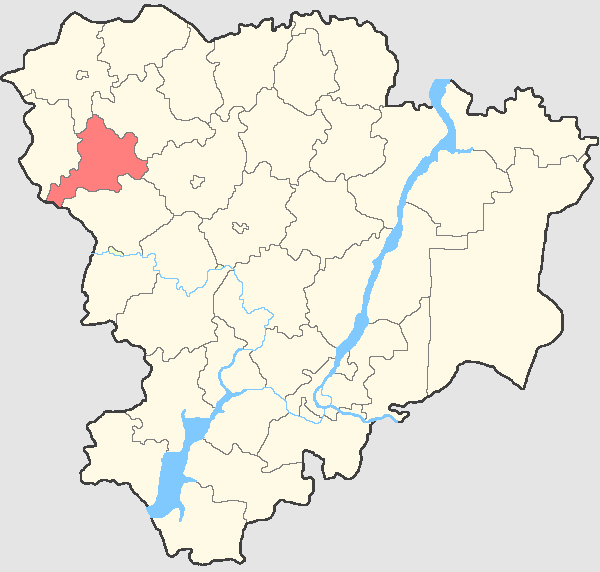
Az Alekszejevszkajai járás a Volgográdi területen

Az Alekszejevszkajai járás (oroszul Алексеевский район) Oroszország egyik járása a Volgográdi területen. Székhelye Alekszejevszkaja.

## Népesség
- 1989-ben 20 039 lakosa volt.
- 2002-ben 19 189 lakosa volt.
- 2010-ben 18 166 lakosa volt, melyből 17 002 orosz, 226 ukrán, 192 örmény, 101 mari, 97 azeri, 54 fehérorosz, 45 cigány, 41 üzbég, 40 csuvas, 37 tatár, 30 udmurt, 16 mordvin, 15 kazah, 15 német, 15 tadzsik, 13 moldáv, 12 csecsen stb.